# Сафита
Сафита (араб. صافيتا‎) — город на северо-западе Сирии, расположенный на территории мухафазы Тартус. Административный центр района Сафита. Является также центром одноимённой нахии.

## Географическое положение
Город находится в южной части мухафазы, на западных склонах южной части хребта Ансария, на высоте 252 метров над уровнем моря.

Сафита расположена на расстоянии приблизительно 18 километров к востоку-юго-востоку (ESE) от Тартуса, административного центра провинции и на расстоянии 140 километров к северо-северо-западу (NNW) от Дамаска, столицы страны.

## История
В 1102 году город и его окрестности были завоёваны графом Тулузским, графом Триполи Раймундом IV. В 1133 году рыцари-тамплиеры возвели в городе крепость Шастель-Блан, которая ныне является одной из главных городских достопримечательностей. В 1271 году Сафита была захвачена мамлюкским султаном Бейбарсом.

## Население
По данным официальной переписи 2004 года численность населения города составляла 20 301 человек. В конфессиональном составе населения преобладают алавиты. Проживает также значительное христианское меньшинство.

## Транспорт
Ближайший гражданский аэропорт — Международный аэропорт имени Басиля Аль-Асада.